# Edmund Goulding
Edmund Goulding (Feltham, 20 marzo 1891 – Los Angeles, 24 dicembre 1959) è stato un regista e sceneggiatore britannico naturalizzato statunitense.
Prima di lavorare in campo cinematografico, Goulding fu anche attore, commediografo e regista teatrale. Ebbe successo anche come compositore di canzoni e produttore. Nella sua carriera, diresse 41 film.

## Biografia
Nativo del Middlesex, in Inghilterra, Edmund Goulding in gioventù servì l'esercito combattendo durante il primo conflitto mondiale, anche se venne congedato prima dell'armistizio a causa di una ferita riportata in guerra. Già attivo come sceneggiatore fin dalla prima metà degli anni dieci, nel 1921 emigrò negli Stati Uniti dove continuò questo lavoro, intraprendendo anche l'attività di regista. Dal 1923, venne messo sotto contratto dalla MGM, la casa di produzione di Culver City per cui scriverà numerose sceneggiature, ma che lo impiegherà soprattutto come regista. 
Nel 1932 diresse Grand Hotel, uno dei cosiddetti film "all star", con un cast comprendente Greta Garbo, Joan Crawford, John Barrymore, Lionel Barrymore ed altri, un melodramma fatto di storie parallele che s'incastrano l'una con l'altra. La pellicola vinse l'Oscar al miglior film. Del 1939 è il melodramma Il grande amore, tipica opera del periodo e anche del regista, che negli anni era andato specializzandosi in drammi sofisticati e complessi, così come il successivo film Tramonto (1939) con Bette Davis. 
Nel 1946 girò uno dei suoi più grandi successi, Il filo del rasoio, un dramma sul disadattamento dei reduci di guerra con Tyrone Power, e che sarà candidato a ben quattro Oscar. Per contro, nel 1947 il suo film La fiera delle illusioni, un duro dramma in cui un medico (ancora Power) carpisce i segreti dei suoi clienti e finisce a vivere come un fenomeno da baraccone, fu snobbato dal pubblico forse per il suo eccessivo cinismo. Nel 1950 diresse la commedia L'imprendibile signor 880, basata sulla storia vera di un improbabile falsario.
Goulding morì nel 1959, dopo un'esistenza già toccata dalla tragedia: nel 1935 era morta la moglie, sposata pochi anni prima quando aveva scoperto di essere ammalata di tisi. La sua vita si concluse altrettanto tragicamente, con il suicidio alla vigilia del Natale 1959.

## Filmografia

### Regista
- Sun-Up (1925)
- Sally, Irene and Mary (1925)
- Paris (1926)
- Women Love Diamonds (1927)
- Anna Karenina (Love) (1927)
- L'elegante scapestrato (A Certain Young Man) (1928)
- L'intrusa (The Trespasser) (1929)
- Paramount Revue (Paramount on Parade) (1930)
- The Devil's Holiday (1930)
- Gli angeli dell'inferno (Hell's Angels)  (1930)
- Galas de la Paramount (1930)
- Mi sposo... e torno! (Reaching for the Moon) (1930)
- L'angelo della notte (Night Angel) (1931)
- Grand Hotel (Grand Hotel) (1932)
- Blondie of the Follies (1932)
- La regina Kelly (Queen Kelly) (1932) (non accreditato)
- Quando una donna ama (Riptide) (1934)
- La grande festa (Hollywood Party (1934)
- The Flame Within (1935)
- Una notte all'opera (A Night at the Opera) (1935) (non accreditato)
- Vivo per il mio amore (That Certain Woman) (1937)
- Bandiere bianche (1938)
- Missione all'alba (The Dawn Patrol) (1938)
- Tramonto (Dark Victory) (1939)
- Il grande amore (The Old Maid) (1939)
- Non siamo soli (We Are Not Alone) (1939)
- Trovarsi ancora ( 'Til we meet again) (1940)
- La grande menzogna (The Great Lie) (1941)
- Per sempre e un giorno ancora (Forever and a Day) (1943)
- Il fiore che non colsi (The Constant Nymph) (1943)
- Claudia (1943)
- Schiavo d'amore (Of Human Bondage) (1946)
- Il filo del rasoio (The Razor's Edge) (1946)
- The Shocking Miss Pilgrim (1947)
- La fiera delle illusioni (Nightmare Alley) (1947)
- Se mia moglie lo sapesse (Everybody Does It) (1949)
- L'imprendibile signor 880 (Mister 880) (1950)
- Matrimoni a sorpresa (We're Not Married) (1952)
- Down Among the Sheltering Palms (1953)
- Gioventù ribelle (Teenage Rebel) (1956)
- Martedì grasso (Mardi Gras) (1958)

### Attore
- Henry VIII (1911)
- The Picture of Dorian Gray (1916)
- Three Live Ghosts, regia di George Fitzmaurice (1922)
- Grand Hotel (1932)
- Blondie of the Follies (1932)

### Produttore
- Anna Karenina (Love) (1927)
- L'intrusa (The Trespasser) (1929)
- The Grande Parade (1930) di Fred C. Newmeyer
- The Flame Within (1935)
- Per sempre e un giorno ancora Forever and a Day (1943)

### Sceneggiatore
- The Quest of Life, regia di Ashley Miller (1916)
- The Silent Partner, regia di Marshall Neilan - soggetto (1917)
- The Ordeal of Rosetta, regia di Émile Chautard - soggetto (1918)
- The Imp, regia di Robert Ellis - soggetto (1919)
- The Perfect Lover, regia di Ralph Ince - sceneggiatura (1919)
- The Glorious Lady, regia di George Irving - soggetto (1919)
- A Regular Girl, regia di James Young - sceneggiatore (1919)
- Sealed Hearts, regia di Ralph Ince - soggetto (1919)
- A Daughter of Two Worlds, regia di James Young (1920)
- Madonnas and Men, regia di B.A. Rolfe - soggetto (1920)
- The Dangerous Paradise, regia di William P.S. Earle - soggetto (1920)
- The Sin That Was His, regia di Hobart Henley - sceneggiatura (1920)
- The Devil, regia di James Young - soggetto e sceneggiatura (1921)
- Dangerous Toys, regia di Samuel R. Bradley (1921)
- L'uomo di pietra (The Man of Stone), regia di George Archainbaud - soggetto (1921)
- Tol'able David, regia di Henry King (1921)
- Miss Gloria balla la danza del pavone (Peacock Alley), regia di Robert Z. Leonard - sceneggiatura (1922)
- The Seventh Day, regia di Henry King (1922)
- L'incantesimo del piacere (Fascination), regia di Robert Z. Leonard - soggetto e sceneggiatura (1922)
- La rosa di Broadway (Broadway Rose), regia di Robert Z. Leonard - soggetto e sceneggiatura (1922)
- Till We Meet Again, regia di William Christy Cabanne (1922)
- Heroes of the Street, regia di William Beaudine (1922)
- Fury, regia di Henry King - soggetto e sceneggiatura (1923)
- Dark Secrets, regia di Victor Fleming (1923)
- Jazzmania, regia di Robert Z. Leonard - soggetto e sceneggiatura (1923)
- The Bright Shawl, regia di John S. Robertson (1923)
- Bright Lights of Broadway, regia di Webster Campbell (1923)
- Tiger Rose, regia di Sidney A. Franklin (1923)
- The Man Who Came Back, regia di Emmett J. Flynn (1924)
- Dante's Inferno, regia di Henry Otto (1924)
- Gerald Cranston's Lady, regia di Emmett J. Flynn (1924)
- The Dancers, regia di Emmett J. Flynn (1925)
- The Scarlet Honeymoon, regia di Alan Hale (1925)
- The Fool, regia di Harry F. Millarde (1925)
- Sun-Up, regia di Edmund Goulding - adattamento (1925)
- Havoc, regia di Rowland V. Lee (1925)
- The Beautiful City, regia di Kenneth S. Webb (1925)
- Sally, Irene and Mary, regia di Edmund Goulding (1925)
- Dancing Mothers, regia di Herbert Brenon - lavoro teatrale (1926)
- Paris, regia di Edmund Goulding (1926)
- Women Love Diamonds, regia di Edmund Goulding - soggetto (1927)
- Don Giovanni in gabbia (Happiness Ahead), regia di William A. Seiter (1928)
- L'avventuriera (A Lady of Chance), regia di Robert Z. Leonard - adattamento (1928)
- La regina Kelly (Queen Kelly), regia di Erich von Stroheim (1928)
- La canzone di Broadway (The Broadway Melody), regia di Harry Beaumont - soggetto (1929)
- L'intrusa (The Trespasser), regia di Edmund Goulding (1929)
- The Grand Parade, regia di Fred C. Newmeyer (1930)
- The Devil's Holiday, regia di Edmund Goulding (1930)
- Mi sposo... e torno! (Reaching for the Moon), regia di Edmund Goulding (1930)
- Sonntag des Lebens, regia di Leo Mittler - soggetto (1931)
- La fiesta del diablo
- La vacanza del diavolo
- Les Vacances du diable
- L'angelo della notte (Night Angel), regia di Edmund Goulding (1931)
- En kvinnas morgondag, regia di Gustaf Bergman - soggetto (1931)
- Carne (Flesh), regia di John Ford - soggetto (1932)
- Nessun uomo le appartiene (No Man of Her Own), regia di Wesley Ruggles (1932)
- Quando una donna ama (Riptide), regia di Edmund Goulding (1934)
- La grande festa (Hollywood Party), aa. vv. (1934)
- The Flame Within, regia di Edmund Goulding (1935)
- Hollywood Party, regia di Roy Rowland (1937)
- Vivo per il mio amore (That Certain Woman), regia di Edmund Goulding (1937)
- Two Girls on Broadway, regia di S. Sylvan Simon (1940)
- L'amica (Old Acquaintance), regia di Vincent Sherman (1943)
- Flight from Folly, regia di Herbert Mason (1945)
- Gioventù ribelle (Teenage Rebel), regia di Edmund Goulding (1956)